# Мясной хлеб

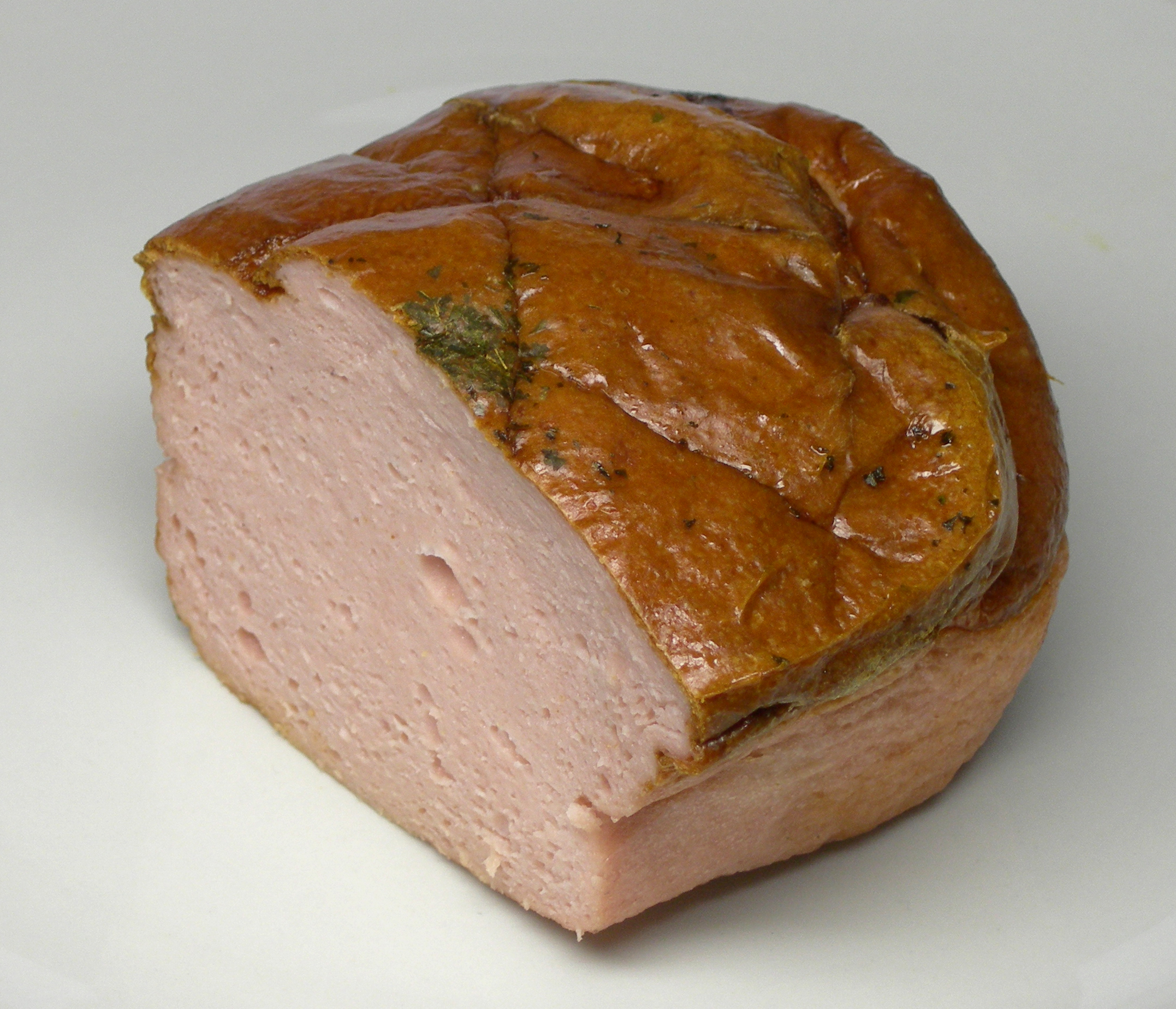
Немецкий мясной хлеб леберкезе

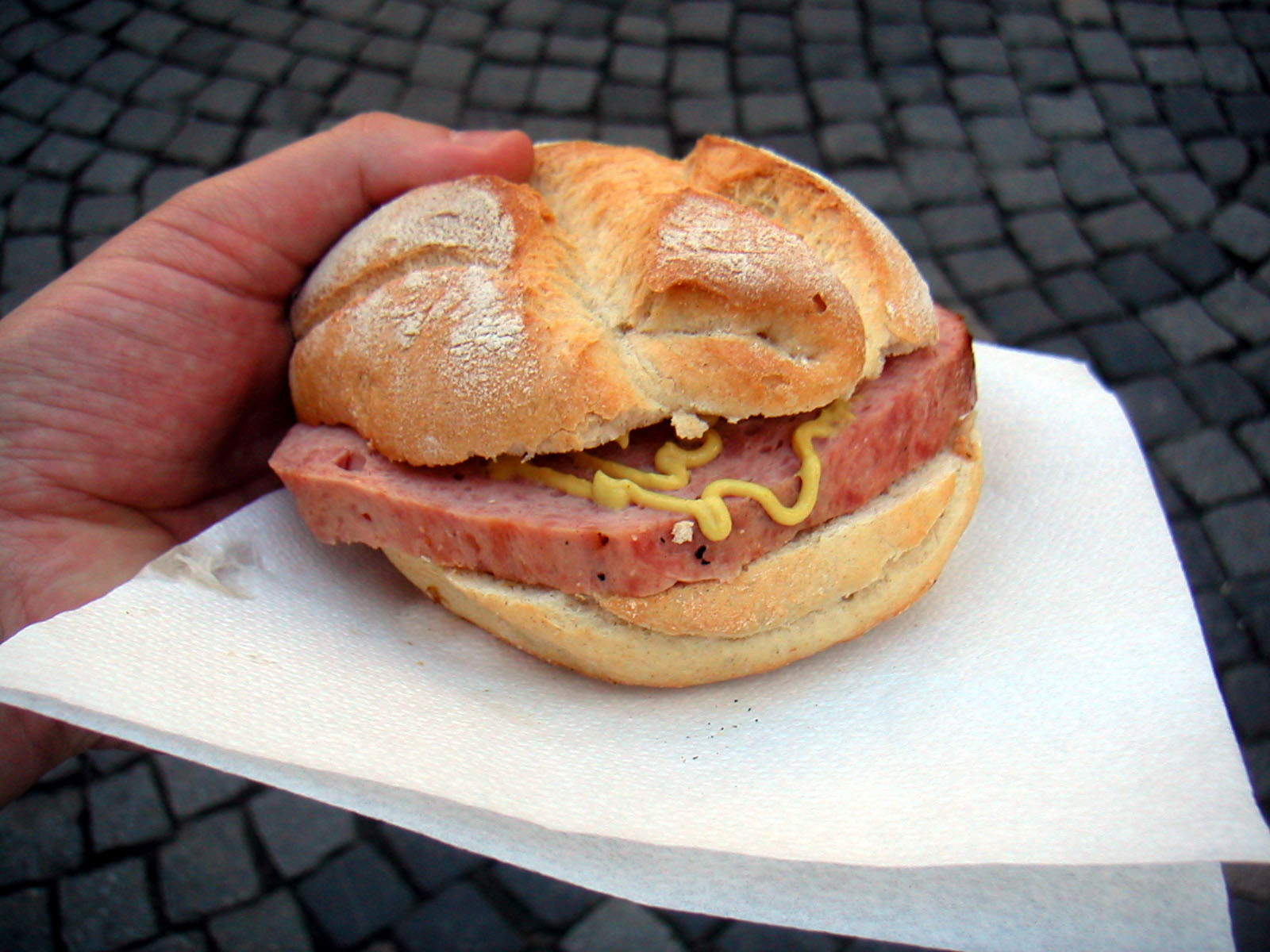
Бутерброд с леберкезе на булке-кайзерке

Мясной хлеб, иногда колбасный хлеб — вид колбасных изделий, запечённых без оболочки в форме четырёхгранных батонов массой 0,5—2,5 кг. Мясной хлеб по виду напоминает формовой ржаной хлеб, имеет обжаренную верхнюю поверхность с корочкой, защищающей фарш от внешнего воздействия, и гладкие боковые и нижнюю поверхность. На разрезе мясной хлеб имеет розовый цвет. По вкусу мясной хлеб похож на варёную колбасу, имеет упругую консистенцию, но меньшей влажности, со своеобразным привкусом от выпекания и без типичного аромата копчения. В СССР мясные хлебы готовили из говяжьего или свиного фарша для варёных колбас со шпиком, а также дефибринированной крови, варёных языков, сыра с добавлением яиц, пшеничной муки, коньяка, мадеры и различных специй. Мясные хлебы выпускали высшего, 1-го и 2-го сортов. К высшему сорту относятся мясные хлебы «Заказной» и «Любительский», к 1-му — «Ветчинный», «Говяжий», «Отдельный», «Пикантный», ко 2-му — «Чайный». В дореволюционной терминологии колбасного производства продукт назывался также «сыр из дичи», хотя не содержал дичи.
В фарш для мясных хлебов добавляют меньше воды или льда, чем в фарш для колбасы в оболочке, чтобы бульон, образующийся в процессе выпекания, не привёл к ухудшению структуры фарша и образованию в нём пустот. Мясные хлебы формуют на набивочных машинах или вакуумными шприцами вручную так плотно, чтобы в смазанных свиным топлёным жиром металлических — алюминиевых или лужёных — формах не образовывалась пустота. После укладки фарша в форму его поверхность разглаживают и маркируют товарными отметками — буквами и знаками для обозначения названия продукта, например, «Л» — «Любительский», «З» — «Заказной». Хлебы запекают в газовых или электрических печах, ротационных или шахтных, при температуре 120—150 °C в течение 2,5—4 часов, затем вынимают из форм. Для образования корочки мясные хлебы в течение получаса выдерживают в ротационной печи на противнях. После остывания мясные хлебы завёртывают в бумагу или пергамент и упаковывают в ящики. Хранение мясных хлебов осуществляется на стеллажах при температуре 0—8 °C, срок хранения не превышает 72 часов.
В немецкой, австрийской и швейцарской кухне мясной хлеб известен под названием «ле́беркезе» (нем. Leberkäse, дословно — «печёночный сыр») и фактически представляет собой запечённый фарш для варёных колбас. По легенде, колбаса леберкезе появилась в 1776 году благодаря идее придворного мясника курфюрста Карла Теодора Пфальцского. Имеет характерную прямоугольную форму хлебной буханки и запекается в формах для паштета. Изначально в говяжий или свиной фарш для леберкезе добавляли ливер, в современных рецептах он практически отсутствует, поэтому точнее такую колбасу называть по-немецки «флайшкезе» (нем. Fleischkäse — «мясной сыр»). Упоминание сыра в названии связано исключительно с формой колбасного изделия. Леберкезе может сервироваться с гарниром в качестве основного блюда. Бутерброд с леберкезе — популярная уличная еда в Германии и Австрии, в Баварии подаётся на бротцайт, с леберкезе готовят пиццу. Леберкезе как типичное немецкое блюдо упоминается в труде Е. Н. Водовозовой 1883 года под названием «сыр из печени», который немцы, по её сведениям, готовили «из свиной печени и сала, срубленных вместе и смешанных с гвоздикой, яйцами и хлебной крошкой».